# Ali Al-Hassan
Ali Sadiq Nasser Al-Hassan (in arabo علي صادق ناصر الحسن‎?; Al-Hufuf, 4 marzo 1997) è un calciatore saudita, centrocampista dell'Al-Nassr e della nazionale saudita.

## Carriera

### Club
Ha giocato nella prima divisione saudita.

### Nazionale
Ha esordito con la nazionale saudita il 15 giugno 2021, nella partita di qualificazione al Mondiale 2022 vinta per 3-0 contro l'Uzbekistan, in cui ha segnato la terza rete dell'incontro.

## Statistiche

### Cronologia presenze e reti in nazionale
| Cronologia completa delle presenze e delle reti in nazionale ― Arabia Saudita | Cronologia completa delle presenze e delle reti in nazionale ― Arabia Saudita | Cronologia completa delle presenze e delle reti in nazionale ― Arabia Saudita | Cronologia completa delle presenze e delle reti in nazionale ― Arabia Saudita | Cronologia completa delle presenze e delle reti in nazionale ― Arabia Saudita | Cronologia completa delle presenze e delle reti in nazionale ― Arabia Saudita | Cronologia completa delle presenze e delle reti in nazionale ― Arabia Saudita | Cronologia completa delle presenze e delle reti in nazionale ― Arabia Saudita |
| Data                                                                          | Città                                                                         | In casa                                                                       | Risultato                                                                     | Ospiti                                                                        | Competizione                                                                  | Reti                                                                          | Note                                                                          |
| ----------------------------------------------------------------------------- | ----------------------------------------------------------------------------- | ----------------------------------------------------------------------------- | ----------------------------------------------------------------------------- | ----------------------------------------------------------------------------- | ----------------------------------------------------------------------------- | ----------------------------------------------------------------------------- | ----------------------------------------------------------------------------- |
| 15-6-2021                                                                     | Riad                                                                          | Arabia Saudita                                                                | 3 – 0                                                                         | Uzbekistan                                                                    | Qual. Mondiali 2022                                                           | 1                                                                             | 53’                                                                           |
| 7-9-2021                                                                      | Mascate                                                                       | Oman                                                                          | 0 – 1                                                                         | Arabia Saudita                                                                | Qual. Mondiali 2022                                                           | -                                                                             | 88’                                                                           |
| 12-10-2021                                                                    | Riad                                                                          | Arabia Saudita                                                                | 3 – 2                                                                         | Cina                                                                          | Qual. Mondiali 2022                                                           | -                                                                             | 90+6’                                                                         |
| 16-11-2021                                                                    | Hanoi                                                                         | Vietnam                                                                       | 0 – 1                                                                         | Arabia Saudita                                                                | Qual. Mondiali 2022                                                           | -                                                                             | 90+4’                                                                         |
| 27-1-2022                                                                     | Riad                                                                          | Arabia Saudita                                                                | 1 – 0                                                                         | Oman                                                                          | Qual. Mondiali 2022                                                           | -                                                                             | 90+2’                                                                         |
| 1-2-2022                                                                      | Saitama                                                                       | Giappone                                                                      | 2 – 0                                                                         | Arabia Saudita                                                                | Qual. Mondiali 2022                                                           | -                                                                             | 55’                                                                           |
| 9-6-2022                                                                      | Murcia                                                                        | Arabia Saudita                                                                | 0 – 1                                                                         | Venezuela                                                                     | Amichevole                                                                    | -                                                                             | 29’ 58’                                                                       |
| 23-9-2022                                                                     | Murcia                                                                        | Arabia Saudita                                                                | 0 – 0                                                                         | Ecuador                                                                       | Amichevole                                                                    | -                                                                             | 66’                                                                           |
| 27-9-2022                                                                     | Murcia                                                                        | Arabia Saudita                                                                | 0 – 0                                                                         | Stati Uniti                                                                   | Amichevole                                                                    | -                                                                             | 66’                                                                           |
| 22-10-2022                                                                    | Abu Dhabi                                                                     | Arabia Saudita                                                                | 1 – 0                                                                         | Macedonia del Nord                                                            | Amichevole                                                                    | -                                                                             | 60’                                                                           |
| 30-10-2022                                                                    | Abu Dhabi                                                                     | Arabia Saudita                                                                | 0 – 0                                                                         | Honduras                                                                      | Amichevole                                                                    | -                                                                             | 87’                                                                           |
| 16-11-2022                                                                    | Riad                                                                          | Arabia Saudita                                                                | 0 – 1                                                                         | Croazia                                                                       | Amichevole                                                                    | -                                                                             | 79’                                                                           |
| 30-11-2022                                                                    | Lusail                                                                        | Arabia Saudita                                                                | 1 – 2                                                                         | Messico                                                                       | Mondiali 2022 - 1º turno                                                      | -                                                                             | 34’ 46’                                                                       |
| 15-6-2025                                                                     | San Diego                                                                     | Haiti                                                                         | 0 – 1                                                                         | Arabia Saudita                                                                | Gold Cup 2025 - 1º turno                                                      | -                                                                             |                                                                               |
| 19-6-2025                                                                     | Austin                                                                        | Arabia Saudita                                                                | 0 – 1                                                                         | Stati Uniti                                                                   | Gold Cup 2025 - 1º turno                                                      | -                                                                             | 58’                                                                           |
| 22-6-2025                                                                     | Paradise                                                                      | Arabia Saudita                                                                | 1 – 1                                                                         | Trinidad e Tobago                                                             | Gold Cup 2025 - 1º turno                                                      | -                                                                             | 46’                                                                           |
| 28-6-2025                                                                     | Glendale                                                                      | Messico                                                                       | 2 – 0                                                                         | Arabia Saudita                                                                | Gold Cup 2025 - Quarti di finale                                              | -                                                                             | 88’                                                                           |
| Totale                                                                        |                                                                               | Presenze                                                                      | 17                                                                            |                                                                               | Reti                                                                          | 1                                                                             |                                                                               |

## Palmarès

### Club

#### Competizioni nazionali
- Supercoppa saudita: 1

Al-Nassr: 2020

#### Competizioni internazionali
- Coppa dei Campioni araba per club: 1

Al-Nassr: 2023